# Риз, Энджел
Энджел Риз (англ. Angel Reese; род. 6 мая 2002, Рандоллстаун, Мэриленд) — американская баскетболистка, форвард, выступающая за клуб ВНБА «Чикаго Скай». Вице-чемпионка Америки (2023) в составе сборной США, чемпионка и самый выдающийся игрок баскетбольного турнира NCAA (2023), баскетболистка года конференции Southeastern (2023/2024). Рекордсменка ВНБА по количеству подборов за один сезон и по продолжительности серии дабл-даблов.

## Биография

### Детская и студенческая карьера
Родилась в Рандоллстауне (Мэриленд) в семье Майкла и Энджел Риз. Помимо Энджел-младшей, в семье было двое сыновей: Джулиан и Микаэл. Мать, отец и брат Микаэл играли в баскетбол во время учёбы в колледже, а в дальнейшем — в зарубежных клубных командах.
Начала играть в баскетбол в четыре года. В старших классах на протяжении четырёх лет выступала за сборную Академии Святого Франциска (Балтимор), три раза подряд выигрывала с этой командой чемпионат Межшкольной спортивной ассоциации Мэриленда (IAAM) и дважды — чемпионат региональной конференции. В среднем набирала примерно по 18 очков, 20 подборов и 5 результативных передач за игру. Удостоилась ряда наград, в частности, в 2019 и 2020 годах признавалась газетой Baltimore Sun баскетболисткой года, а в 2020 году была включена в школьную сборную McDonald’s All-American и в символическую первую национальную сборную газеты USA Today. Кроме того, дважды выигрывала со сборной школы чемпионат IAAM по волейболу.
Первые два года после окончания школы провела в Мэрилендском университете. В первый год учёбы четырежды выходила на площадку в стартовом составе сборной вуза, но затем повредила правую ступню и пропустила 14 матчей подряд. До конца сезона провела в общей сложности 15 матчей и выиграла с командой вуза чемпионат конференции Big Ten. На следующий год была включена в символическую первую сборную конференции Big Ten и в символическую третью сборную США по версии Ассошиэйтед Пресс.
Перед третьим годом учёбы перешла в Университет штата Луизиана, где изучала средства связи и информации. На третьем курсе была лидером сборной университета, набирала в среднем больше 10 очков и 10 подборов за игру и привела команду к первому в её истории званию чемпионок NCAA. Была включена в первую символическую национальную сборную и признана самым выдающимся игроком баскетбольного турнира NCAA.
До 2023 года Риз неоднократно вызывали на сборы разных юношеских команд США, но она не попадала в окончательный состав сборных. Только летом 2023 года, в перерыве между третьим и четвёртым годами обучения, она наконец была включена в состав сборной США для участия в чемпионате Америки. В ходе турнира она трижды набирала больше десяти очков за игру, но в финале со сборной Бразилии её вклад в результат сборной ограничился четырьмя очками (одно попадание с шести бросков с игры), шестью подборами и двумя результативными передачами, и американки проиграли со счётом 58:69. Победа в чемпионате NCAA и участие в сборной США принесли Риз множество новых поклонников: летом 2023 года число её подписчиков в Instagram превысило 2 миллиона.
В последний год в сборной Университета штата Луизиана результативность Риз несколько снизилась за счёт использования командой новых сильных игроков. «Леди Тайгерс» дошли до полуфинала национального чемпионата, где уступили прошлогодним финалисткам — команде Университета штата Айова. По итогам сезона Риз была включена в символическую вторую национальную сборную.

### Профессиональная карьера
В драфте ВНБА 2024 года клуб «Чикаго Скай» выбрал Риз под общим 7-м номером. Это был второй выбор клуба за первый раунд: под обшим 3-м номером «Чикаго» выбрали бразильянку Камиллу Кардозу. Таким образом, «Скай» в одном раунде драфта выбрали двух баскетболисток, становившихся наиболее выдающимися игроками турнира NCAA в последние два года (Кардозу завоевала это звание вместе с чемпионским титулом в 2024 году в составе сборной Университета Южной Каролины). По ходу сезона Риз побила рекорд лиги по продолжительности серии дабл-даблов среди новичков ВНБА, принося своей команде минимум по 10 очков и 10 подборов в семи играх подряд, а в дальнейшем довела серию таких игр до 13, установив новый рекорд ВНБА среди всех игроков. Серия прервалась на 16-й игре, в которой Риз сделала 15 подборов, но набрала только 8 очков; попытка добрать недостающие очки на последних секундах матча окончилась неудачей, когда баскетболистку «Чикаго» окружили сразу четыре соперницы.
После этого Риз продолжала набирать более десяти подборов каждую игру, а в августе провела три матча подряд с 20 и более подборами в каждом. Это произошло впервые в истории ВНБА, а в мужской НБА за предшествующие 50 лет такого результата добивались только двое игроков — Бен Уоллес и Андре Драммонд. В своей 32-й игре за «Скай» Риз довела суммарное количество подборов до 418 и побила рекорд ВНБА по количеству подборов за сезон; предыдущее достижение (404) установила Сильвия Фаулз в 2018 году, когда команды проводили в регулярном сезоне по 34 игры. Благодаря большому количеству подборов под кольцом противника нападающая «Чикаго» была лидером лиги также по количеству бросков с близкого расстояния — менее 2 метров, — но набирала относительно немного очков из-за низкого процента попаданий: даже из-под кольца он составлял меньше 50 %, на 15 % ниже, чем средний показатель ВНБА в сезоне 2024. В 34-й игре сезона Риз получила травму кисти и окончила его досрочно с 26 дабл-даблами — второй результат в отдельном сезоне за всю историю ВНБА. Ближе к концу сезона рекорд Риз по суммарному количеству подборов (составлявший к тому моменту 446) превзошла Эйжа Уилсон.
В июне 2025 года Риз впервые в профессиональной карьере выполнила трипл-дабл, набрав за игру 11 очков, 13 подборов и 11 результативных передач. Она стала самой молодой после Кейтлин Кларк обладательницей трипл-дабла в ВНБА. 12 июля, в своей 54-й игре в ВНБА, Риз сделала свой 40-й дабл-дабл (11 очков и 11 подборов), став самым быстрым игроком в истории лиги, которой покорился этот результат.

## Игровая статистика

### Колледж
| Сезон                                                                                   | Команда       | GP  | GS  | MPG  | FG%  | 3P%  | FT%  | RPG  | APG | SPG | BPG | PPG  |  |
| --------------------------------------------------------------------------------------- | ------------- | --- | --- | ---- | ---- | ---- | ---- | ---- | --- | --- | --- | ---- |  |
| 2020/21                                                                                 | Мэриленд      | 15  | 4   | 15,2 | 46,7 | 16,7 | 67,1 | 6,0  | 1,1 | 0,6 | 1,3 | 10,0 |  |
| 2021/22                                                                                 | Мэриленд      | 32  | 31  | 25,8 | 50,0 | 18,2 | 68,3 | 10,6 | 1,5 | 1,7 | 1,1 | 17,8 |  |
| 2022/23                                                                                 | Штат Луизиана | 36  | 36  | 33,6 | 52,5 | 16,7 | 70,8 | 15,4 | 2,3 | 1,8 | 1,6 | 23,0 |  |
| 2023/24                                                                                 | Штат Луизиана | 33  | 33  | 31,4 | 47,1 | 11,1 | 72,6 | 13,4 | 2,3 | 1,9 | 1,0 | 18,6 |  |
|                                                                                         | Всего         | 116 | 104 | 28,5 | 49,8 | 15,6 | 70,4 | 12,3 | 1,9 | 1,6 | 1,2 | 18,6 |  |
| Наведите курсор мыши на аббревиатуры в заголовке таблицы, чтобы прочесть их расшифровку |               |     |     |      |      |      |      |      |     |     |     |      |  |

### ВНБА
| Сезон | Команда | Регулярный сезон | Регулярный сезон          | Регулярный сезон         | Регулярный сезон         | Регулярный сезон                      | Регулярный сезон                   | Регулярный сезон            | Регулярный сезон           | Регулярный сезон              | Регулярный сезон              | Регулярный сезон         | Серия плей-офф  | Серия плей-офф            | Серия плей-офф           | Серия плей-офф           | Серия плей-офф                        | Серия плей-офф                     | Серия плей-офф              | Серия плей-офф             | Серия плей-офф                | Серия плей-офф                | Серия плей-офф           |
| Сезон | Команда | Сыгранные матчи  | Матчи в стартовой пятёрке | Количество минут за игру | Процент попаданий с игры | Процент попадания трёхочковых бросков | Процент попадания штрафных бросков | Количество подборов за игру | Количество передач за игру | Количество перехватов за игру | Количество блок-шотов за игру | Количество очков за игру | Сыгранные матчи | Матчи в стартовой пятёрке | Количество минут за игру | Процент попаданий с игры | Процент попадания трёхочковых бросков | Процент попадания штрафных бросков | Количество подборов за игру | Количество передач за игру | Количество перехватов за игру | Количество блок-шотов за игру | Количество очков за игру |
| ----- | ------- | ---------------- | ------------------------- | ------------------------ | ------------------------ | ------------------------------------- | ---------------------------------- | --------------------------- | -------------------------- | ----------------------------- | ----------------------------- | ------------------------ | --------------- | ------------------------- | ------------------------ | ------------------------ | ------------------------------------- | ---------------------------------- | --------------------------- | -------------------------- | ----------------------------- | ----------------------------- | ------------------------ |
| 2024  | Чикаго  | 34               | 34                        | 32,5                     | 39,1                     | 18,8                                  | 73,6                               | 13,1                        | 1,9                        | 1,3                           | 0,5                           | 13,6                     | Не участвовала  | Не участвовала            | Не участвовала           | Не участвовала           | Не участвовала                        | Не участвовала                     | Не участвовала              | Не участвовала             | Не участвовала                | Не участвовала                | Не участвовала           |